# Astrolabium

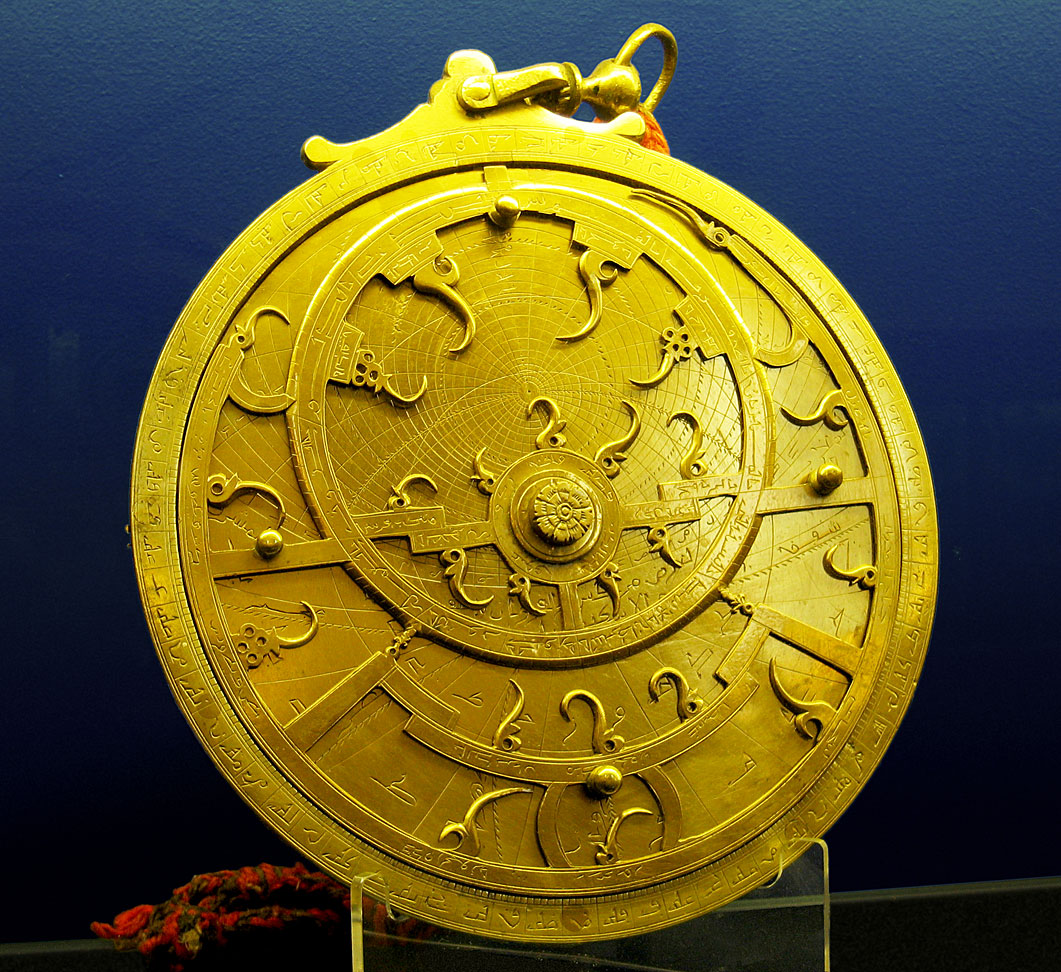
Perzisch astrolabium uit 18e eeuw

Een astrolabium (historisch ook astrolabe, astrolaab) is een instrument waarmee hoeken gemeten kunnen worden, voor landmeetkunde of zeevaart of sterrenkunde. Voor de zeevaart en sterrenkunde gaat het dan om het meten van de hoogte (elevatie) van een hemellichaam (Zon, ster) boven de horizon. Zulke astrolabia zijn in verschillende vormen gemaakt, zowel bolvormig (armillarium) als plat.
De tegenwoordig meest bekende vorm is wat men vroeger in het Latijn het astrolabium planisphaerium (het "planisferische astrolabium") noemde: een plat, rond instrument waarmee men de hoogte van hemellichamen ten opzichte van de horizon kan meten en bovendien allerlei berekeningen kan doen omtrent de tijd en de positie van Zon en sterren. Zo'n astrolabium is niet alleen een meetinstrument maar ook een handzame analoge sterrenkundige rekenmachine.
Het astrolabium was 1200 jaar lang het voornaamste instrument voor navigatie, van zijn uitvinding in de 4e eeuw tot de periode waarin hij langzamerhand vervangen werd door de sextant (de 16e tot de 18e eeuw).

## Werking

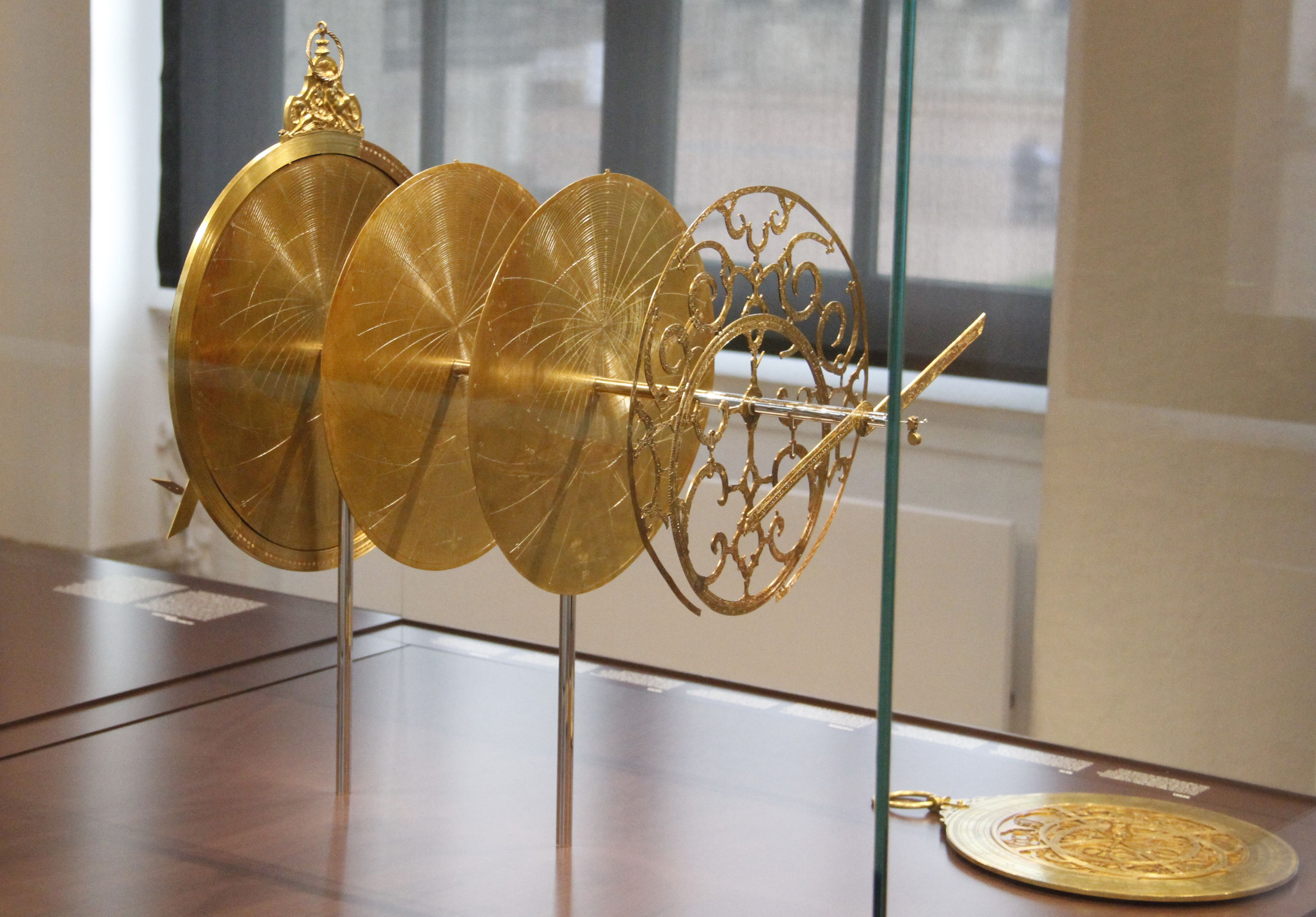
Opengewerkt astrolabium

Er bestaan diverse modellen astrolabia. Een oud planisferisch astrolabium heeft vaak de volgende onderdelen:
- een massieve ronde grondplaat (in het latijn mater) met aan de voorkant een dikke opstaande rand.
- een uurcirkel op de opstaande rand, met daarop de 24 uren (en onderverdelingen) aangegeven, rechtsom (met de klok mee) toenemend.
- één of meer ronde schijven met daarop een stereografische projectie van de sterrenhemel (horizon, hoogtelijnen en azimutlijnen) ten noorden van de zuidelijke keerkring, elk voor een bepaalde geografische breedtegraad. Deze schijven heten tympanen (in het latijn tabula). De tympanen passen binnen de opstaande rand aan de voorkant van de grondplaat. De tympaan die het meest toepasselijk is voor de huidige geografische breedtegraad ligt bovenop. De tympanen kunnen niet draaien ten opzichte van de grondplaat.
- een opengewerkte ronde schijf (de spin, in het latijn rete) die de dierenriem en (als uiteinden van puntige uitsteeksels) de posities van enkele heldere sterren weergeeft. De spin kan draaien ten opzichte van het middelpunt van de grondplaat en tympaan, en daarmee de dagelijkse draaiing van de sterrenhemel ten opzichte van de horizon nadoen.
- een indexwijzer (in het latijn ostensor) die reikt van het midden van het astrolabium tot de uurcirkel (in sommige gevallen naar één kant, in andere naar beide kanten) en die kan draaien rond dat midden. Hierop is vaak een gradenschaal van de declinatie aangegeven.
- een uitsteeksel (de troon) aan de "bovenkant" van de grondplaat waaraan een ophangring is bevestigd waarmee het astrolabium waterpas gehangen kan worden voor metingen van de hoogte van hemellichamen.
- op de achterzijde van de grondplaat staat een graadboog aangegeven, en daarbinnen bogen met de maanden van het jaar (onderverdeeld in dagen) en de tekens van de dierenriem (onderverdeeld in graden), waaruit de positie van de Zon voor elke dag van het jaar kan worden afgeleid.
- aan de achterzijde is ook een langwerpige alhidade of hoekaanwijzer (in het latijn regula) bevestigd die rond het midden van de grondplaat kan draaien, vaak met een vizier aan beide einden voor het nauwkeurig meten van de hoogte van hemellichamen.

Op de achterzijde kunnen ook andere lijnen aangegeven zijn waarmee diverse berekeningen gedaan kunnen worden, bijvoorbeeld voor schaduwlengte of (in het geval van Islamitische astrolabia) voor de berekening van gebedstijden of bepaling van de richting van Mekka.
Het midden van de grondplaat en elke tympaan komt overeen met de noordpool (declinatie 90°) van de sterrenhemel, waaromheen de sterrenhemel lijkt te draaien.
De projectie van de sterrenhemel op de tympanen en de spin is alsof je van boven op de hemelbol kijkt, in plaats van vanuit het midden naar buiten. Dat heeft tot gevolg dat de sterrenhemel er gespiegeld uitziet ten opzichte van wat je 's avonds aan de hemel ziet.
Met behulp van zo'n astrolabium (met een tympaan voor de gewenste geografische breedtegraad) kun je onder ander de volgende soorten berekeningen doen:
1. Meet de hoogte van de Zon of een heldere ster boven de horizon en leidt daaruit de lokale zonnetijd af.
2. Bereken de hoogte en richting van de Zon of een heldere ster (of een ander hemellichaam waarvan je de equatoriale coördinaten weet) voor een bepaalde datum en tijd.
3. Bereken de locatie van de Zon tussen de sterren voor een bepaalde datum.
4. Bereken de tijd van zonsopkomst of zonsondergang of het begin of einde van de burgerlijke, nautische, of astronomische schemering.
5. Reken om tussen gelijke en ongelijke uren.

Sommige astrolabia hadden (ook) speciale tympanen voor bijzondere berekeningen, zoals berekeningen aan zonsopkomst/zonsondergang/daglengte voor alle geografische breedtegraden met één tympaan, of een tympaan voor omrekening tussen equatoriale en eclipticale coördinaten.
Dit (planisferische) astrolabium moet niet verward worden met de moderne planisfeer of draaibare sterrenkaart. De planisfeer is alleen bedoeld om de sterrenhemel te tonen voor een gewenste datum en tijd, zodat de dan zichtbare heldere sterren en sterrenbeelden herkend kunnen worden. Voor dat doel is het beter om een andere projectie van de sterrenhemel te gebruiken dan die gebruikt wordt voor astrolabia, zodat de sterrenbeelden er gewoon uitzien en niet gespiegeld, en zodat de sterrenbeelden nabij de rand er niet veel groter uitzien dan die nabij het midden.
Vanwege de precessie van de equinoxen worden een astrolabium en een planisfeer in de loop van de tijd minder nauwkeurig.

## Geschiedenis

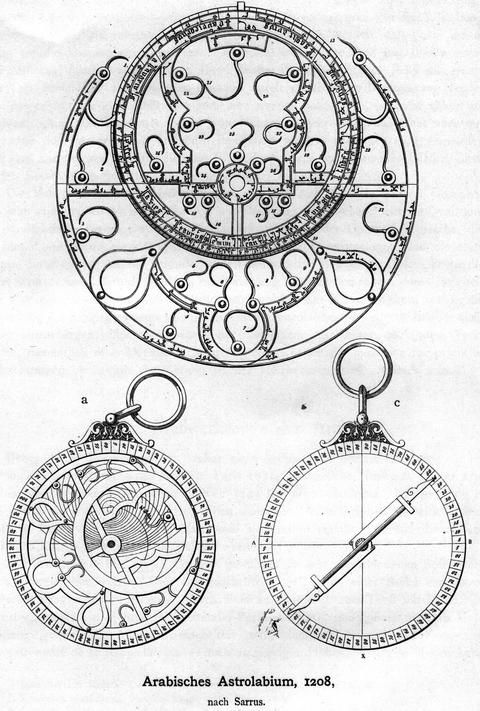
Arabisch astrolabium, begin 13e eeuw

Het astrolabium is (grotendeels) gebaseerd op stereografische projectie. Deze techniek werd voor het eerst beschreven door Ptolemaeus in de 2e eeuw. 200 jaar later (voor zover bekend) werd het eerste astrolabium geïntroduceerd.
In de 8e en 9e eeuw bereikte het astrolabium de Islamitische wereld. In de 11e eeuw verspreidde de kennis zich via de Moren in Spanje naar Europa. Arabische geleerden hadden in de tussentijd werk verricht aan de theoretische onderbouwing van de werking van het apparaat. Met name het werk van Al Battani, Kitab az-Zij van rond 920 is bekend. Dit werk werd door Plato Tiburtinus in het Latijn vertaald.

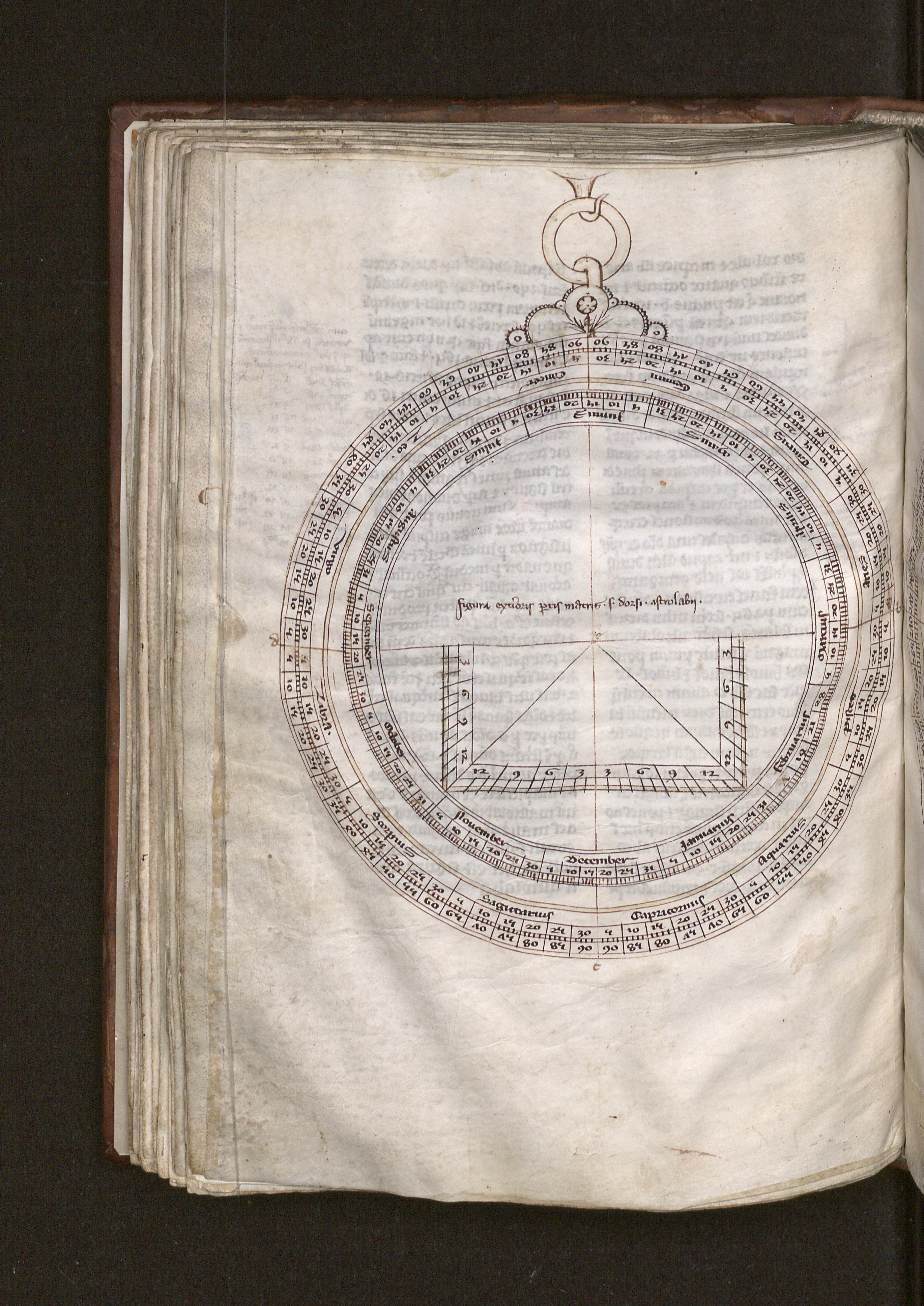
Astrolabium van Masha'allah, Openbare Bibliotheek Brugge

De Engelse schrijver Geoffrey Chaucer schreef een verhandeling over de astrolabe (A Treatise on the Astrolabe) voor zijn zoon, die sterk afgeleid was van Messahalia. Diezelfde bron werd ook vertaald door (onder meer) de Franse astronoom en astroloog Pelerin de Prusse. Het eerste, gedrukte boek over het astrolabium was Composition and Use of Astrolabe van Cristannus de Prachaticz – ook weer een vertaling van Messahalia.
Tegen de 15e eeuw begon de Franse instrumentenbouwer Jean Fusoris astrolabia te verkopen in zijn winkel in Parijs, naast zijn collectie draagbare zonnewijzers en andere, populaire, wetenschappelijke hebbedingetjes van die tijd.
Omstreeks 1480 werd door Portugese zeevaarders als eerste een zee-astrolabium gebruikt. Het was een tijdlang, tot 1675, een verplicht instrument aan boord van de schepen van de VOC. Daarna werd het vervangen door een jacobsstaf en het daviskwadrant.

## Waar te zien
Het Rijksmuseum Boerhaave te Leiden toont vijf astrolabia uit de 15e - 17e eeuw in haar vaste collectie, waaronder een toegeschreven aan Michiel Coignet (1601) en een toegeschreven aan Muhammid Muqim (1600 - 1675).
In het Nationaal Museum van de Wetenschap en Techniek in Madrid bevindt zich een astrolabium uit het midden van de 16e eeuw van de hand van de Leuvense instrumentenbouwer Gualterus Arsenius.